# Милево
Милево (болг. Милево) — село в Болгарии. Находится в Пловдивской области, входит в общину Садово. Население составляет 898 человек.

## Политическая ситуация
В местном кметстве Милево, в состав которого входит Милево, должность кмета (старосты) исполняет Никола Димитров Мандев (коалиция в составе 2 партий: Движение за права и свободы (ДПС), Национальное движение «Симеон Второй» (НДСВ)) по результатам выборов правления кметства.
Кмет (мэр) общины Садово — Марин Драганов Йосифов (инициативный комитет) по результатам выборов в правление общины.